# Carnet de Usuario Profesional de Nivel Piloto Aplicador de Productos Fitosanitarios
El Carnet de Usuario Profesional de Nivel Piloto Aplicador de Productos Fitosanitarios es una licencia de ámbito europeo expedida para la aplicación de productos fitosanitarios desde una aeronave, ya sea un avión, un helicóptero o cualquier otro medio aéreo que pudiera surgir por los avances científicos o tecnológicos, como drones, etc.
Está vigente desde septiembre de 2012 y en España, es expedido a través de los Departamentos de Agricultura y Ganadería de cada Comunidad autónoma. Según el tipo de funciones que realice el piloto, también será necesario que éste cuente con la capacitación correspondiente, bien sea de nivel básico, cualificado o fumigador. Obviamente, el piloto deberá estar en posesión de la correspondiente licencia exigible en el ámbito de la navegación aérea.

## Capacitación
Esta cualificación está destinada para el personal que realice tratamientos fitosanitarios desde o mediante aeronaves.

## Plan de estudios
Para la obtención del Carnet de Usuario Profesional de Nivel Piloto Aplicador de Productos Fitosanitarios es necesario la superación de un curso de formación específico de 90 horas, cuyo contenido es el siguiente:

1. Generalidades de protección vegetal.

2. Productos fitosanitarios: clasificación y características de los diferentes grupos.
3. Formulaciones de productos fitosanitarios: naturaleza y características.
4. Medios y equipos de aplicación aérea (I): instalaciones fijas en los diferentes tipos de aeronaves. Equipos para las distintas técnicas de aplicación.
5. Medios y equipos de aplicación (II): funcionamiento, regulación, mantenimiento y calibración de equipos. Caracterización de la aeronave.
6. Técnicas de aplicación aérea de pequeños y medios volúmenes: ULV, pulverización, espolvoreo y esparcido.
7. Técnicas de aplicación aérea de grandes volúmenes y compactas.
8. Meteorología aplicada a la actividad fitosanitaria. Biometeorología.
9. Planificación de tratamientos agroforestales: evaluación previa, obstáculos al vuelo a baja cota y plan de vuelo.
10. Pistas y helipistas agroforestales: características y condiciones, instalaciones, equipos, medios auxiliares para aprovisionamientos y desecho de envases vacíos.
11. Riesgos para el medio ambiente derivados de la utilización de los productos fitosanitarios: peligrosidad para la fauna silvestre y el ganado, fitotoxicidad y contaminación de suelos y aguas. Métodos para identificar los productos fitosanitarios ilegales y riesgos asociados a su uso.
12. Control de la contaminación. Técnicas especiales antideriva.
13. Riesgos derivados de la utilización de los productos fitosanitarios para la salud de las personas: toxicología, intoxicaciones y primeros auxilios.
Clasificación y etiquetado. Pictogramas, palabras de advertencia, frases de riesgo o indicaciones de peligro, consejos de prudencia, síntomas de intoxicación y recomendaciones para el usuario.
Estructuras de vigilancia sanitaria y disponibilidad de acceso para informar sobre cualquier incidente o sospecha de incidente.
14. Los residuos de productos fitosanitarios: disipación del residuo, plazos de seguridad y LMRs en productos vegetales y aguas prepotables.
15. Seguridad e higiene. Salud laboral.
16. Normativa legal.

17. Ejercicios prácticos.
Anexo IV del R.D. 1311/2012

## Beneficios
- Mejorar la productividad de las explotaciones aplicando los fertilizantes y pesticidas necesarios para cada zona.
- Captar el estado de los cultivos a través de sensores infrarrojos. De esta manera podrán saber qué cuidados específicos necesita cada planta y configurar el tratamiento fitosanitario con base en estas informaciones.
- Gracias a lo anterior, podrá aumentar la calidad de los cultivos.
- Reducir costes y generar un ahorro en la cantidad de líquido utilizado. Las aplicaciones aéreas con drones gastan menos cantidad de producto fitosanitario porque eliminan la posibilidad de que se vierta más del necesario.
- Reducir los niveles de riesgos toxicológicos de los propios agricultores, trabajadores y del entorno natural. De este modo, consiguen desarrollar una tarea agrícola mucho más sostenible con el medio ambiente.[4]